# Anabolismo
El anabolismo (del griego ana ‘hacia arriba’, y ballein ‘lanzar’) es el conjunto de procesos del metabolismo que tienen por fin la síntesis de componentes celulares a partir de precursores de baja masa molecular, por lo que también recibe el nombre de biosíntesis. Es una de las dos partes en que suele dividirse el metabolismo. Aunque anabolismo y catabolismo son dos procesos contrarios, los dos funcionan de forma conjunta y armónica, y constituyen una unidad difícil de separar.
Consiste en la síntesis de moléculas orgánicas (biomoléculas) más complejas a partir de otras más sencillas, orgánicas o inorgánicas, con requerimiento de energía (reacciones endergónicas) y de poder reductor, al contrario que el catabolismo. Los procesos anabólicos son procesos metabólicos de construcción, en los que se obtienen moléculas grandes a partir de otras más pequeñas. En estos procesos se consume energía.
Los seres vivos utilizan estas reacciones para formar, por ejemplo, proteínas a partir de aminoácidos. Mediante los procesos anabólicos se crean las moléculas necesarias para formar nuevas células.

## Funciones
El anabolismo es el responsable de: 
- El aumento de la masa muscular.
- La fabricación de los componentes celulares y tejidos corporales y por tanto del crecimiento.
- El almacenamiento de energía mediante enlaces químicos en moléculas orgánicas (almidón, glucógeno, triglicéridos).

## Algunas rutas anabólicas
- Fotosíntesis.
- Quimiosíntesis.
- Ciclo de Calvin.
- Fijación del nitrógeno.
- Gluconeogénesis.

- Ruta de las pentosas.
- Biosíntesis de proteínas.
- Biosíntesis de ácidos grasos.